# Маршаллові Острови на літніх Олімпійських іграх 2016
Маршаллові Острови на літніх Олімпійських ігор 2016 були представлені 5 спортсменами у 3 видах спорту. Жодної медалі олімпійці Маршаллових Островів не завоювали.

## Спортсмени
| Дисципліна     | Чоловіки | Жінки | Разом |
| -------------- | -------- | ----- | ----- |
| Важка атлетика | 0        | 1     | 1     |
| Легка атлетика | 1        | 1     | 2     |
| Плавання       | 1        | 1     | 2     |
| Разом          | 2        | 3     | 5     |

## Легка атлетика
Легенда
- Note – для трекових дисциплін місце вказане лише для забігу, в якому взяв участь спортсмен
- Q = пройшов у наступне коло напряму
- q = пройшов у наступне коло за добором (для трекових дисциплін - найшвидші часи серед тих, хто не пройшов напряму; для технічних дисциплін - увійшов до визначеної кількості фіналістів за місцем якщо напряму пройшло менше спортсменів, ніж визначена кількість)
- NR = Національний рекорд
- N/A = Коло відсутнє у цій дисципліні
- Bye = спортсменові не потрібно змагатися у цьому колі

Трекові і шосейні дисципліни
| Спортсмен      | Дисципліна                   | Попередній забіг | Попередній забіг | Чвертьфінал      | Чвертьфінал      | Півфінал         | Півфінал         | Фінал            | Фінал            |
| Спортсмен      | Дисципліна                   | Час              | Місце            | Час              | Місце            | Час              | Місце            | Час              | Місце            |
| -------------- | ---------------------------- | ---------------- | ---------------- | ---------------- | ---------------- | ---------------- | ---------------- | ---------------- | ---------------- |
| Річсон Сімеон  | біг на 100 метрів (чоловіки) | 11.81            | 8                | Завершив виступ  | Завершив виступ  | Завершив виступ  | Завершив виступ  | Завершив виступ  | Завершив виступ  |
| Маріанна Кресс | біг на 100 метрів (жінки)    | 13.20            | 6                | Завершила виступ | Завершила виступ | Завершила виступ | Завершила виступ | Завершила виступ | Завершила виступ |

## Плавання

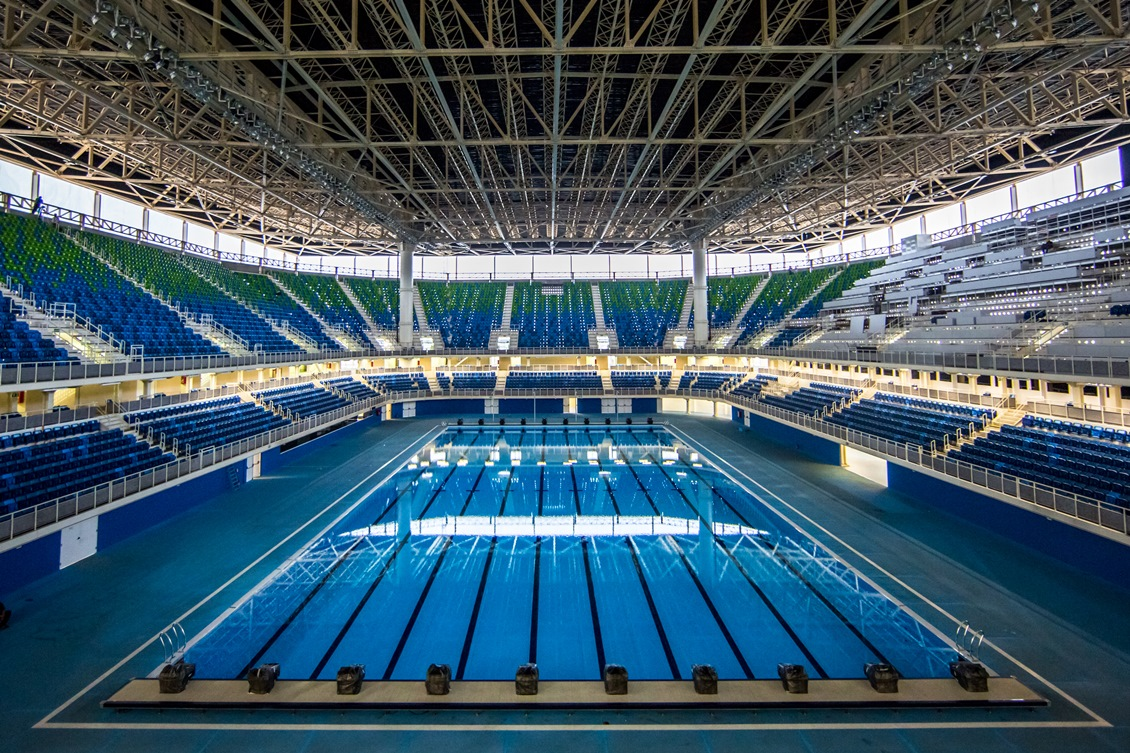
Олімпійський стадіон водних видів спорту, де Гарріс і Фергесон взяли участь у літніх Олімпійських іграх 2016

| Спортсмен       | Дисципліна                          | Попередній заплив | Попередній заплив | Півфінал         | Півфінал         | Фінал            | Фінал            |
| Спортсмен       | Дисципліна                          | Час               | Місце             | Час              | Місце            | Час              | Місце            |
| --------------- | ----------------------------------- | ----------------- | ----------------- | ---------------- | ---------------- | ---------------- | ---------------- |
| Джордан Гарріс  | 50 метрів вільним стилем (чоловіки) | 25.81             | 5                 | Завершила виступ | Завершила виступ | Завершила виступ | Завершила виступ |
| Коллін Фергесон | 50 метрів вільним стилем (жінки)    | 28.16             | 1                 | Завершила виступ | Завершила виступ | Завершила виступ | Завершила виступ |

## Важка атлетика
| Спортсмен             | Категорія        | Ривок     | Ривок | Поштовх   | Поштовх | Загалом | Місце |
| Спортсмен             | Категорія        | Результат | Місце | Результат | Місце   | Загалом | Місце |
| --------------------- | ---------------- | --------- | ----- | --------- | ------- | ------- | ----- |
| Метлін Ленгтон Сассер | до 58 кг (жінки) | 87        | 11    | 112       | 10      | 199     | 11    |